# 토렌트 (발렌시아도)

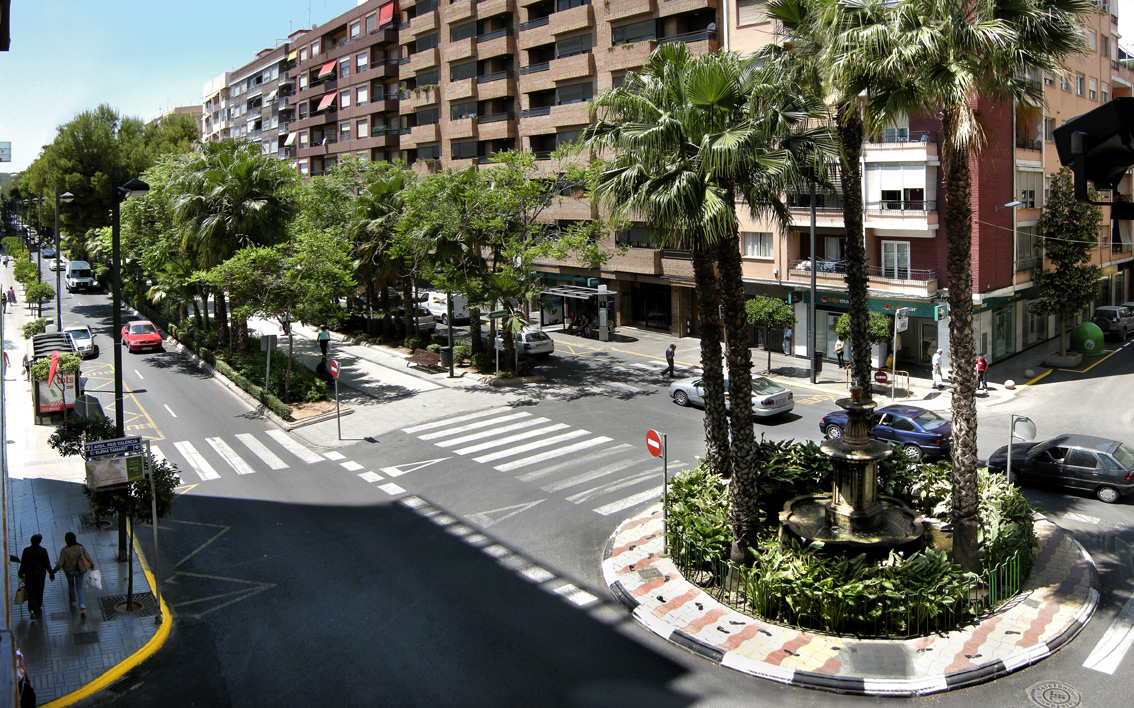
토렌트

토렌트(Torrent)는 스페인 발렌시아도의 도시로, 발렌시아 도시권을 형성하는 도시의 하나이다. 1950년대 이후, 베드 타운으로서 인구가 증가했다.